# Hans van der Zee
Hans van der Zee (Amsterdam, 15 januari 1956) is een voormalig Nederlands voetbaltrainer. Hij was coach van FC Volendam en Sparta Rotterdam en technisch directeur van AZ. Hij werd later bekend als internationaal scout van PSV en Ajax.
Ook was Van der Zee hoofd scouting van AFC Ajax, waar hij in januari 2011 op non-actief werd gesteld door algemeen directeur Rik van den Boog. Van der Zee bereikte geen overeenstemming over een afkoopsom en won vervolgens de arbitragezaak die de Amsterdamse club tegen hem had aangespannen op alle 28 punten. Waarna Van der Zee op 2 maart 2011 weer aan de slag ging bij Ajax als hoofd scouting.
Van der Zee voetbalde van 1966 tot 1974 acht jaar in de jeugd van Ajax, samen met onder anderen aanvaller Simon Tahamata. Vanaf 1986 trainde hij achtereenvolgens de amateurclubs Quick Boys (5 jaar), IJsselmeervogels (3 jaar) en Kozakken Boys (2 jaar). In 1996 maakte hij de sprong naar de eredivisie als trainer-coach van FC Volendam (1996-1997).
Van 1997 tot januari 1999 was Van der Zee coach van Sparta Rotterdam. Op 7 december 1998 werd hij ontslagen bij de club uit Rotterdam-West en op 24 december 1998 opgevolgd door Jan Everse. Hij werd in 1997 door de trainersvakbond genomineerd voor trainer van het jaar. Deze verkiezing werd echter gewonnen door Foppe de Haan.
Van mei 1999 tot mei 2001 was hij technisch directeur van AZ. Hij was verantwoordelijk voor de aankoop van spelers als Olaf Lindenbergh, Kenneth Pérez, Robin Nelisse, Henk Timmer en Jan Kromkamp. Hij werd in Alkmaar opgevolgd in die functie door Martin van Geel, die overkwam van Willem II.
Van 2001 tot 2007 was Van der Zee internationaal scout van PSV. Hij raakte bevriend met collega-scout Piet de Visser die hij zijn leermeester noemde. Guus Hiddink en Van der Zee werkten bij PSV nauw samen en tijdens het WK 2006 in Duitsland was Van der Zee analist / scout van het door Hiddink getrainde Australië. Bij PSV staat Van der Zee bekend als de ontdekker van Jefferson Farfán. In de zes jaar dat hij bij PSV werkte, werd PSV vier keer landskampioen: 2003, 2005, 2006 en 2007.
In 2007 ging Van der Zee op advies van Ajax directie-adviseur Piet Keizer van PSV naar Ajax, waar hij sinds 1 juli 2007 fungeerde als internationaal scout en sinds 1 juli 2010 als hoofd scouting betaald voetbal. Sinds de komst van Marc Overmars in 2012  als directeur voetbalzaken is Hans van der Zee internationaal scout van Ajax. Marc Overmars was vanaf 1 juli 2012 hoofd van de scouting.
Hans van der Zee werd een specialist van het Zuid-Amerikaanse voetbal.
De ex-jeugdspeler van Ajax speelde een belangrijke rol bij het aantrekken van Davinson Sánchez, de Colombiaanse centrale verdediger die in 2016 door Ajax werd aangetrokken voor 5 miljoen en een jaar later voor 42 miljoen werd verkocht aan Tottenham Hotspur.
In januari 2016 ontdekte de scout David Neres, rechtsbuiten van Sao Paulo op het bekende jeugdtoernooi van Sao Paulo in Brazilië.
Een jaar later, in januari 2017, kwam David Neres naar Ajax.
In de zomer van 2020 kwam de Braziliaanse aanvaller Antony naar Ajax, dat 16 miljoen euro voor hem betaalde aan Sao Paulo. 
Ook de Braziliaan Antony was een ontdekking van de Amsterdamse scout. In 2022 werd Antony door Ajax verkocht aan Manchester United voor 100 miljoen euro. Een recordbedrag in het Nederlandse voetbal.
Marc Overmars, van 2012 tot 2022 technisch directeur van Ajax, gaf Van der Zee de bijnaam "scout van 100 miljoen".
Op 1 januari 2025 ging Hans van der Zee met pensioen.